# Josef Ferrero
Josef Ferrero (né aux États-Unis à une date inconnue et mort à une date inconnue) est un joueur américain de football d'origine italienne, qui pouvait évoluer aux postes d'attaquant et de défenseur.
Il était appelé également Juant selon certaines sources.

## Biographie
Durant sa courte carrière, Ferrero (Italo-américain originaire de Novare) n'a joué que dans le club de la Juventus, où il a évolué une seule saison officielle, de 1919 à 1920 (bien qu'il joua durant les matchs amicaux de la Grande Guerre). Il est le premier joueur américain à jouer pour le club piémontais.
Il joue sa première confrontation contre Alexandrie Calcio le 12 octobre 1919 lors d'une victoire 3-0. Son dernier match a lieu le 21 mars 1920 contre l'US Milanese lors d'une défaite 2-1.

## Palmarès
Juventus
- Championnat d'Italie :
  - Vice-champion : 1919-20.